# ماتلی کرو
ماتلی کرو (به انگلیسی: Mötley Crüe) یک گروه موسیقی سبک هوی متال آمریکایی است که در سال ۱۹۸۱ در هالیوود، کالیفرنیا  توسط نوازنده گیتار باس نیکی سیکس و نوازنده درام تامی لی، به‌همراه نوازنده گیتار میک مارس و خواننده  وینس نیل که بعدها به آنها پیوستند، پایه‌گذاری شد. این گروه بیش از ۱۰۰ میلیون نسخه آلبوم در سرتاسر دنیا به فروش  رسانده است.

## درباره

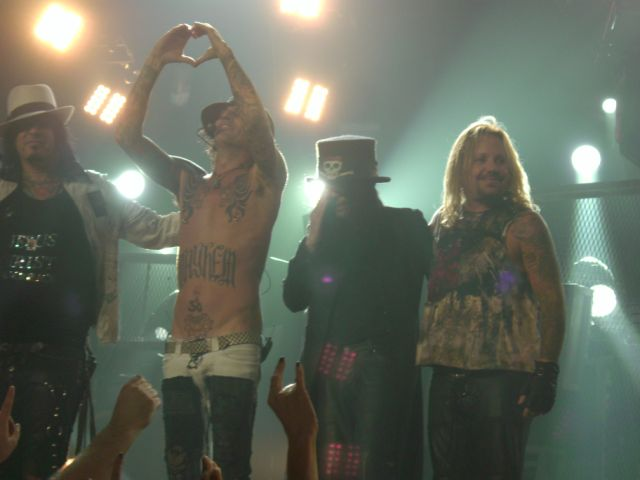
سبک اترمندانی متفاوت از نظر ظاهری

آلبوم Dr. Feelgood که در سپتامبر ۱۹۸۹ منتشر شد از برجسته‌ترین آثار ماتلی کرو به‌شمار می‌رود.
اعضای گروه همواره به خاطر شیوه زندگی‌شان و موارد متعدد قانون‌شکنی، زندان رفتن، اعتیاد به مواد مخدر و مشروبات الکلی، روابط عاشقانه کوتاه مدت با زنان بسیار و خالکوبی‌های سنگین‌شان که وجه مشترک همه آنهاست مورد توجه بوده‌اند. در سال ۲۰۱۵ گروه آخرین تور خود را برگزار کرد ، و در سال ۲۰۱۸ فیلمی از netflix درباره آنها ساخته شد و آنها نیز یک سوند ترک با نام the dirt برای فیلم ساخت اند، در این فیلم مشین گان کلی رپر معروف آمریکایی در نقش تامی لی بازی کرده ،و در خواندن آهنگ the dirt نیز شرکت داشته.

## اعضا
- میک مارس: لید گیتار (۱۹۸۱–اکنون)
- وینس نایل: آواز (۱۹۸۱–۱۹۹۲؛ ۱۹۹۶–اکنون)
- نیکی سیکس: گیتار بیس (۱۹۸۱–اکنون)
- تامی لی: درام (۱۹۸۱–۱۹۹۹؛ ۲۰۰۴–اکنون)

## آلبوم‌ها
| طرح جلد | تاریخ انتشار    | عنوان                 |
| ------- | --------------- | --------------------- |
|         | ۱۰ نوامبر ۱۹۸۱  | Too Fast for Love     |
|         | ۲۶ سپتامبر ۱۹۸۳ | Shout at the Devil    |
|         | ۲۱ ژوئن ۱۹۸۵    | Theatre of Pain       |
|         | ۱۵ مه ۱۹۸۷      | Girls, Girls, Girls   |
|         | ۱ سپتامبر ۱۹۸۹  | Dr. Feelgood          |
|         | ۱۵ مارس ۱۹۹۴    | Mötley Crüe           |
|         | ۲۴ ژوئن ۱۹۹۷    | Generation Swine      |
|         | ۱۱ ژوئیه ۲۰۰۰   | New Tattoo            |
|         | ۲۴ ژوئن ۲۰۰۸    | Saints of Los Angeles |